# نواری
نواری، علف مارماهی (نام علمی: Zostera) نام یک سرده از تیره نواریان است.
اغلب چندسالهٔ علفی با حدود دوازده گونه که بر روی بسترهای شنی یا خورها به‌صورت غوطه‌ور یا تاحدودی شناور می‌رویند؛ برگ‌های این گیاهان به‌صورت نوار بلند سبز روشنی است که حدود یک سانتی‌متر پهنا دارد.